# Зурков, Павел Эдуардович
Павел Эдуардович Зурков (5 [18] ноября 1906, Харьков — 3 мая 1968, Магнитогорск, Челябинская область) — советский учёный в области горного дела, доктор технических наук (1958), профессор (1959).
Автор более 200 печатных работ о разработке месторождений открытым способом, буро-взрывных работах, горно-взрывной сейсмике. Оказал большое влияние на развитие открытых горных разработок Урала.

## Биография
Родился 5 (18) ноября 1906 года в Харькове в семье рабочего-слесаря.
В 1918 году окончил три класса начальной школы. С 13 лет работал батраком у зажиточного крестьянина, учеником переплётного дела, был учеником слесаря в селе Смоленском.
В 1923—1924 годах работал в Бийске в частной мастерской и одновременно учился в вечерней школе. В 1924—1927 годах продолжил обучение в Бийской профессионально-технической школе, получив профессию тракториста-монтёра. В 1927 году горкомом комсомола был командирован на учёбу в Томский государственный университет, в 1929 году переведён в Сибирский технологический институт (Томск), а в 1931 году перешёл в Свердловский горный институт. Одновременно с обучением, работал на шахтах Кривого Рога, на комбинате «Уралуголь» и Магнитогорскм руднике.
В 1933 году окончил Свердловский горный институт по специальности «горный инженер» и сразу Главным управлением учебными заведениями (ГУУЗ) был назначен заместителем директора и преподавателем Туринского горного техникума. В 1934 году поступил в аспирантуру Свердловского горного института и в 1939 году защитил кандидатскую диссертацию по теме «Анализ условий применения тупиковых, спиральных заездов и наклонных подъёмников большой производительности». В 1939—1941 годах работал в СГИ ассистентом, доцентом кафедры разработки рудных месторождений. В 1942—1943 годах работал в горном отделе «Тагилстрой» и по совместительству был доцентом, заведующим кафедрой горного дела Криворожского горнорудного института, эвакуированного в годы Великой Отечественной войны в Нижний Тагил. Затем распоряжением ГУУЗ в 1944 году был переведён в Нижнетагильский индустриальный институт заведующим одной из кафедр и деканом горно-металлургического факультета.
В 1947 году был направлен в Магнитогорск для работы в Магнитогорском горно-металлургическом институте, где проработал до конца жизни. В 1958 году в Институте горного дела Академии наук СССР защитил докторскую диссертацию на тему «Основные вопросы открытой разработки полезных руд сложного состава» и в 1959 году утверждён в учёном звании профессора.
Умер 3 мая 1968 года в Магнитогорске, похоронен на Правобережном кладбище.
В 1961 году Зурков был награждён орденом Трудового Красного Знамени, в 1962 году ему было присвоено звание «Заслуженный деятель науки и техники РСФСР».
В Государственном архиве Пермского края имеются документы, относящиеся к П. Э. Зуркову.